# Karin Lindberg
Karin Lindberg   (Kalix, 6 d'octubre de 1929 - Örebro, 2 de desembre de 2020) va ser una gimnasta artística sueca que va competir durant les dècades de 1940 i 1950.
Durant la seva carrera esportiva va prendre part en tres edicions dels Jocs Olímpics. El 1948, fou quarta en el concurs complet per equips del programa de gimnàstica. El 1952, als Jocs de Hèlsinki, disputà les set proves del programa de gimnàstica que es disputaren. Guanyà la medalla d'or en la competició del concurs per aparells, mentre fou quarta en el concurs complet per equips. La seva darrera participació en uns Jocs fou el 1956, a Melbourne, on tornà a disputar les set proves del programa de gimnàstica. Guanyà la plata en el concurs per aparells, mentre en la resta de proves sols destaca la vuitena posició en el concurs complet per equips.
En el seu palmarès també destaca una medalla d'or en el concurs per equips al Campionat del món de gimnàstica artística de 1950.